# Edoardo Pesce
Edoardo Pesce (Roma, 12 de setembre de 1979) és un actor italià.

## Biografia
Va estudiar interpretació amb l'actor Enzo Garinei i va debutar en el teatre, però va guanyar notorietat amb la seva actuació en les sèries de televisió Romanzo criminale i I Cesaroni.
Va rebre elogis per part de la crítica per interpretar el violent «Simone» en el film Dogman del director Matteo Garrone, i va guanyar el Premi David di Donatello com a millor actor de repartiment i el Nastro d'Argento al millor actor, empatant amb el protagonista Marcello Fonte.

## Filmografia
- Viva l'Italia (2012)
- Il terzo tempo (2013)
- Se Dio vuole (2015)
- Tommaso (2016)
- Fortunata (2017)
- Cuori Puri (2017)
- Dogman (2018)
- Non sono un assassino (2019)
- Io sono Mia (2019)
- Permette? Alberto Sordi (2020)

## Televisió
- Romanzo criminale – La serie (2008-2010)
- Intelligence - Servizi & segreti (2009)
- Anna e i cinque (2011)
- Squadra antimafia - Palermo oggi (2013)
- I Cesaroni (2014)
- C'era una volta Studio Uno (2017)
- Il cacciatore (2018)
- Non ho niente da perdere (2019)
- Io sono Mia (2019)